# Catharina von Zehmen
Catherina von Zehmen (* 1513; † 20. September 1558 in Mohrungen), Stammmutter aller preußischen Dohnas, verheiratet mit Peter Burggraf zu Dohna

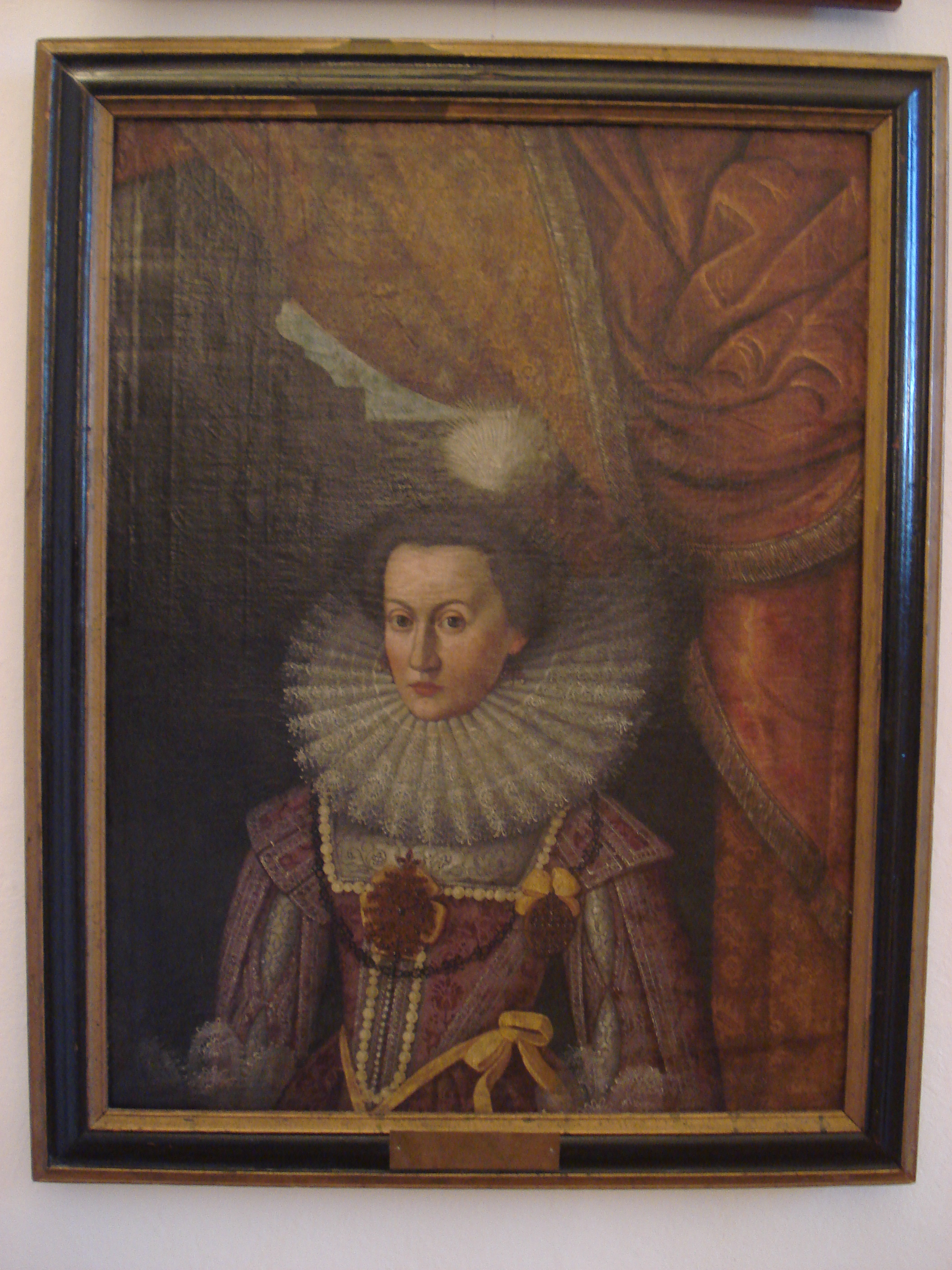
Catharina zu Dohna, geb. von Zehmen, Tochter von Achaz v.Z.

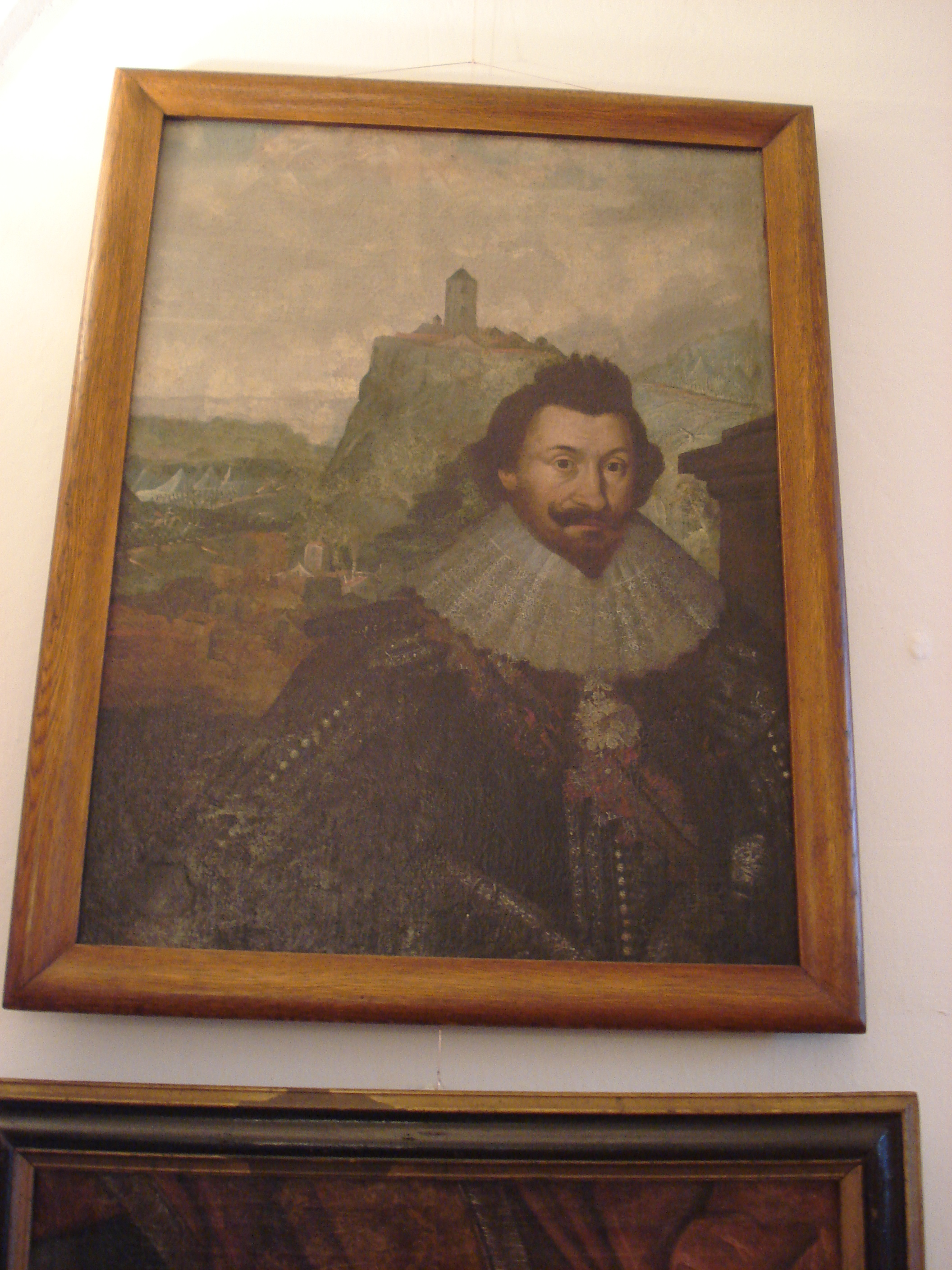
Peter Burggraf zu Dohna, Ehemann von Catharina v. Zehmen

## Leben
Sie entstammte dem alten meißnisch-sächsisches Adelsgeschlecht von Zehmen. Ihr Vater Achatius von Zehmen war ein polnischer Beamter und Diplomat und wichtiger Berater von Herzog Albrecht von Brandenburg-Ansbach. Ihre Mutter war Helene von Merklichenrade. 1532 vermählte sie sich, in Anwesenheit des Königsberger Hofes, mit dem Herzögl. Rate und Hauptmann zu Mohrungen, Peter Burggraf zu Dohna. Beide haben Monumente in der Kirche zu Mohrungen mit Porträts und Ahnentafeln. Zusammen hatten sie acht Kinder: Achatius, Heinrich, Albrecht, Friedrich, Sophie, Christoph, Abraham und Johann. Einer ihrer Enkel war Fabian I. von Dohna.